# Е (Фрисландія)
Е (нід. Ee, фриз. Ie) — село в нідерландській провінції Фрисландія. Входить до муніципалітету Північно-Східна Фрисландія.
Його площа становить 13,26км², а населення станом на 2021 рік складало 645 осіб.
Перша згадка про населений пункт датується 1450 роком.

## Галерея

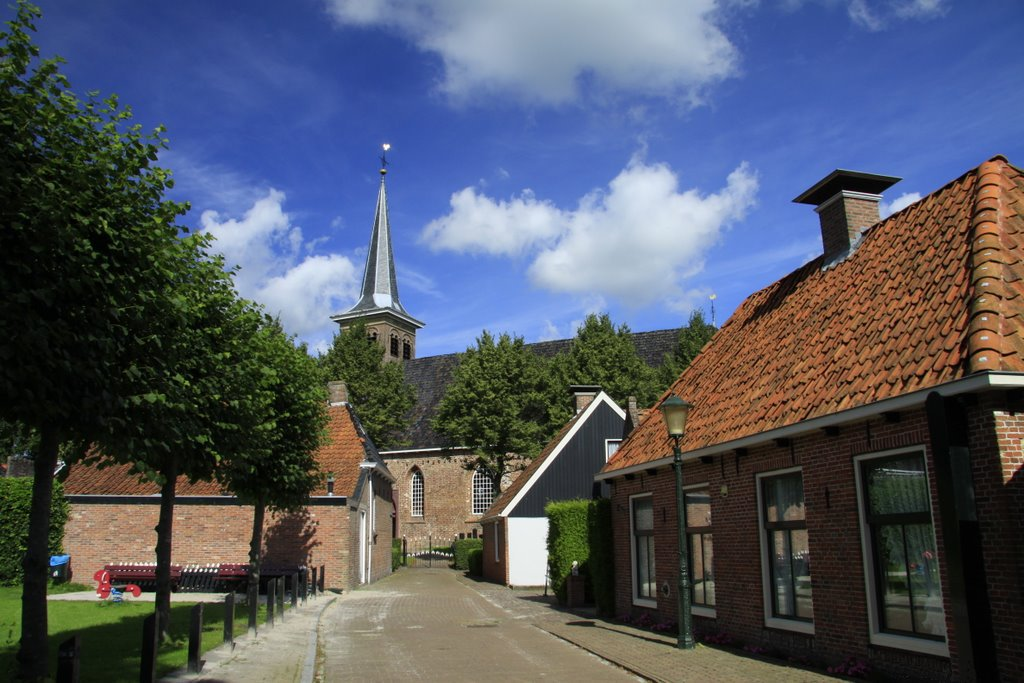
Вид на село
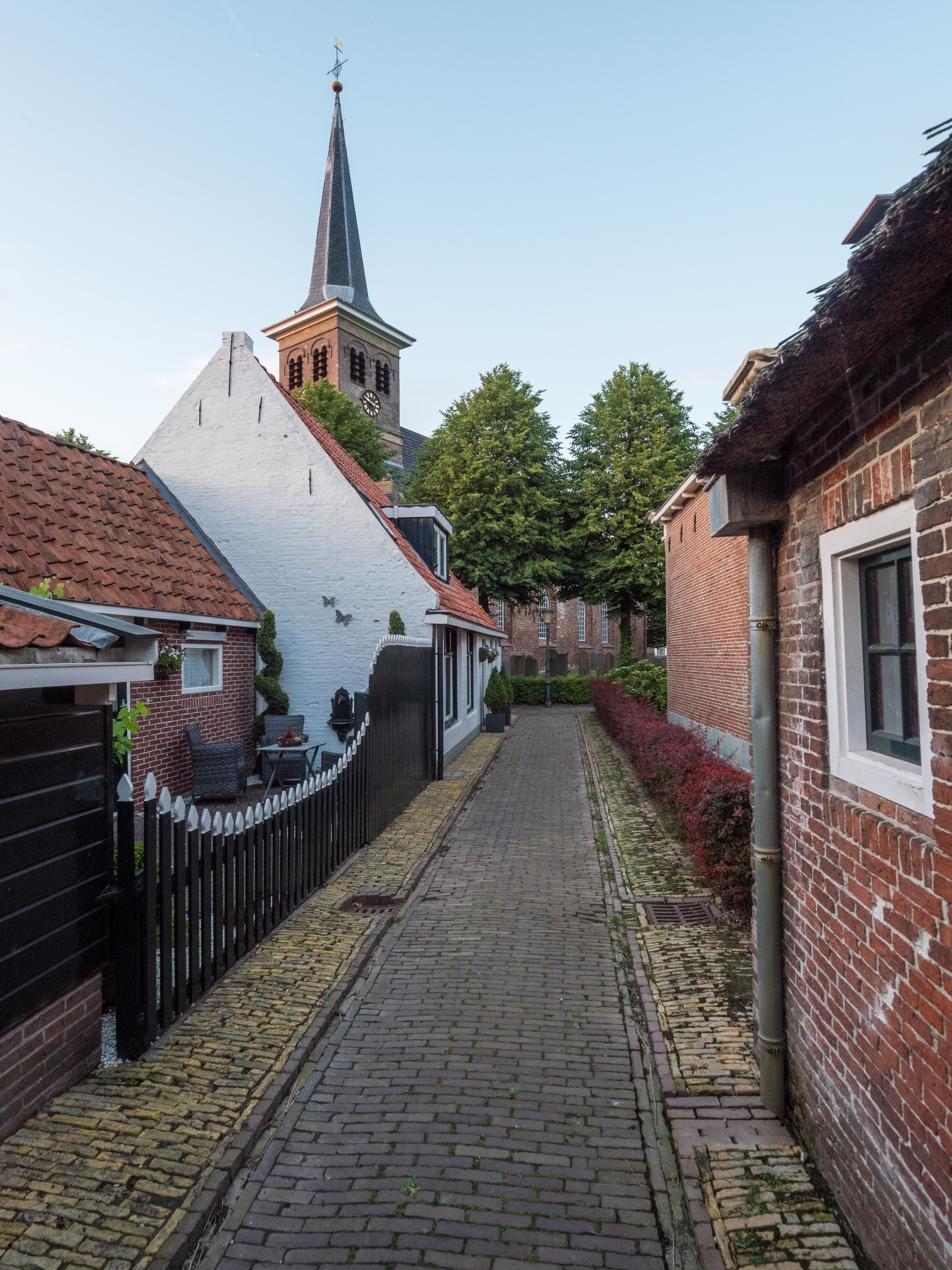
Сільська церква
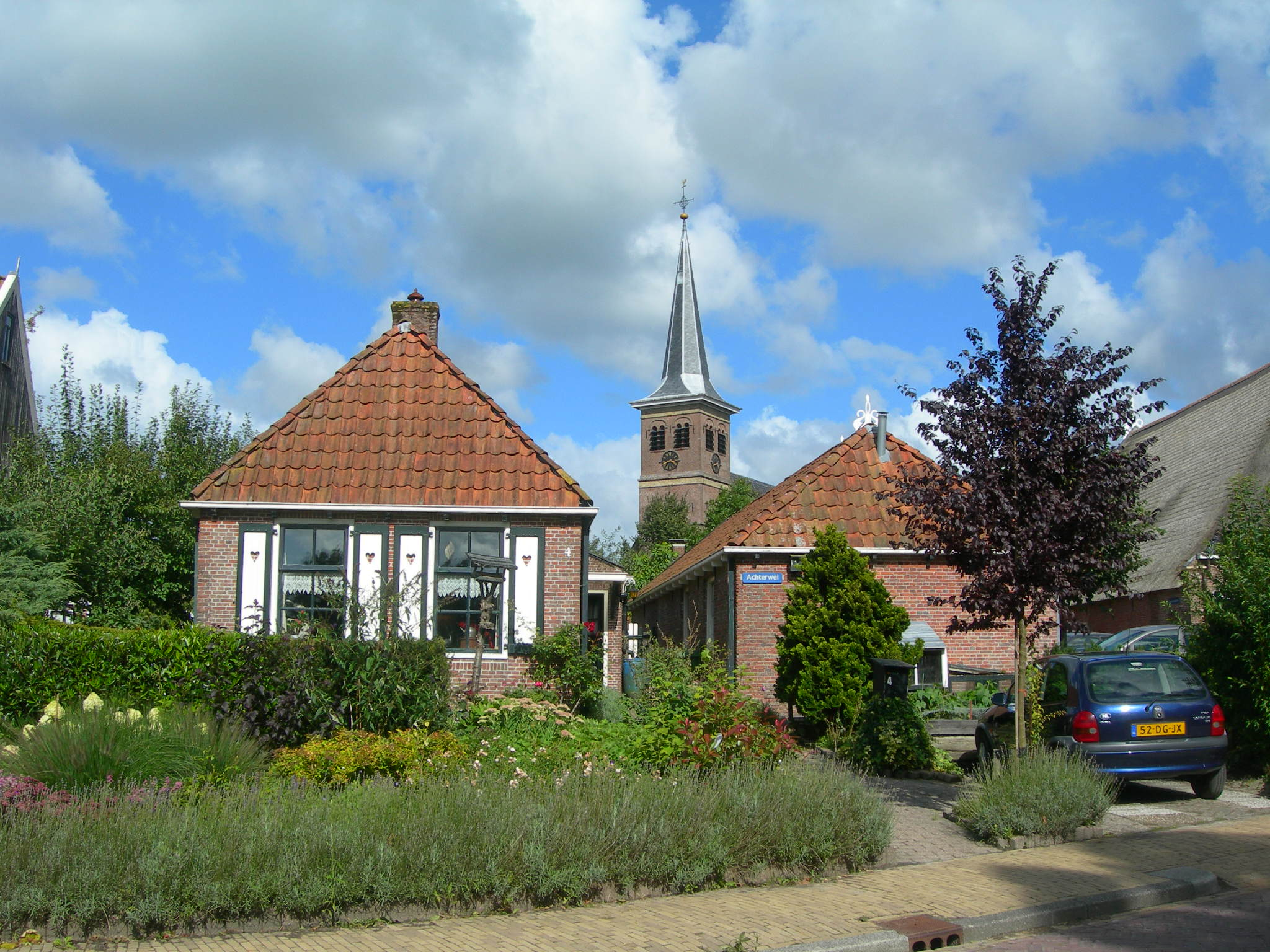
Сільська дорога
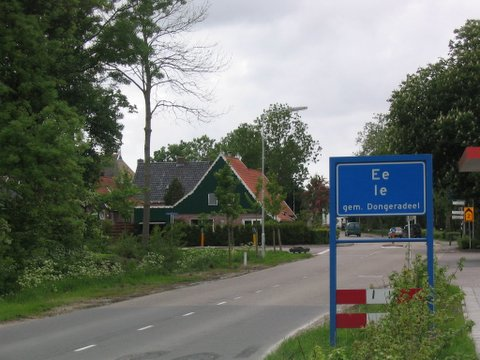
В'їзд до села